# Enchoria
Enchoria là một chi bướm đêm thuộc họ Geometridae.

## Các loài
- Enchoria herbicolata (Hulst, 1896)
- Enchoria lacteata (Packard, 1876)
- Enchoria osculata Hulst, 1896